# Исланд на Европском првенству у атлетици на отвореном 2018.
Исланд је учествовао на 24. Европском првенству у атлетици на отвореном 2018. одржаном у Берлину, (Немачка), од 6. до 12. августа. Ово је било двадесет друго европско првенство у атлетици на отвореном на којем је Исланд учествовао. Репрезентацију Исланда представљало је 4 такмичара (2 мушкарца и 2 жене) који су се такмичили у 4 дисциплина (2 мушке и 2 женске).
На овом првенству представници Исланда нису освојили ниједну медаљу.

## Учесници
| Мушкарци: - Гвидни Валур Гвиднасон — Бацање диска - Синдри Храфн Гудмундсон — Бацање копља | Жене: - Анита Хинриксдотир — 800 м - Асдис Хјалмсдотир — Бацање копља |  |

## Резултати

### Мушкарци
| Атлетичар               | Дисциплина   | Лични рекорд | Квалификације | Квалификације | Полуфинале            | Полуфинале            | Финале                | Финале       | Детаљи |
| Атлетичар               | Дисциплина   | Лични рекорд | Резултат      | Место         | Резултат              | Место                 | Резултат              | Место        | Детаљи |
| ----------------------- | ------------ | ------------ | ------------- | ------------- | --------------------- | --------------------- | --------------------- | ------------ | ------ |
| Гвидни Валур Гвиднасон  | Бацање диска | 65,53        | 61,36         | 8. у гр. Б    | Нису се квалификовали | Нису се квалификовали | Нису се квалификовали | 16 / 24 (26) |        |
| Синдри Храфн Гудмундсон | Бацање копља | 80,01        | 74,91         | 10. у гр. Б   | Нису се квалификовали | Нису се квалификовали | Нису се квалификовали | 20 / 28      |        |

### Жене
| Атлетичарка        | Дисциплина   | Лични рекорд | Квалификације | Квалификације | Полуфинале       | Полуфинале       | Финале                | Финале                | Детаљи |
| Атлетичарка        | Дисциплина   | Лични рекорд | Резултат      | Место         | Резултат         | Место            | Резултат              | Место                 | Детаљи |
| ------------------ | ------------ | ------------ | ------------- | ------------- | ---------------- | ---------------- | --------------------- | --------------------- | ------ |
| Анита Хинриксдотир | 800 м        | 2:00,05 НР   | 2:02,15 кв    | 5. у гр. 4    | Дисквалификована | Дисквалификована | Није се квалификовала | Није се квалификовала |        |
| Асдис Хјалмсдотир  | Бацање копља | 63,43 НР     | 58,64         | 8. у гр. А    |                  |                  | Није се квалификовала | 12 / 22 (23)          |        |